# Towarzystwo Studiów Irańskich
Towarzystwo Studiów Irańskich – stowarzyszenie istniejące w latach 1942-1945 w Teheranie w Iranie. Jego celem było zintegrowanie polskich naukowców i umożliwienie im prowadzenia pracy naukowej w warunkach uchodźczych.

## Historia i działalność
Inicjatorami powstania Towarzystwa byli naukowcy z Wilna: Wiktor Sukiennicki i Stanisław Kościałkowski. Zorganizowali oni 19 października 1942 roku spotkanie organizacyjne, w którym oprócz nich wzięli udział: Czesław Czarnowski, Stanisław Swianiewicz z Uniwersytetu Stefana Batorego w Wilnie, Zygmunt Klemensiewicz z Politechniki Lwowskiej oraz Stanisław Krystyn Zaremba z Uniwersytetu Jagiellońskiego. Propozycję statutu przedstawił profesor Sukiennicki. Postanowiono utworzyć Radę Naukową do udziału w której oprócz obecnych zostali zaproszeni również: Horszowski, Julian Maliniak, Stefania Niekrasz, Józef Nowak, Telmany, Michał Tyszkiewicz, Wiktor Weintraub, Roman Zdzieński i Świątkowski.  
23 października 1942 roku w sali Polonii zwołano zebranie zaproponowanej Rady Naukowej, które było równocześnie spotkaniem założycielskim Towarzystwa. Podczas zebrania wybrano Radę Naukową, która miała decydować o kierunkach i zakresie badań naukowych w składzie: Wiktor Sukiennicki i Stanisław Kościałkowski, Czesław Czarnowski, Stanisław Swianiewicz, Zygmunt Klemensiewicz i  Stanisław Zaremba. Ciałem faktycznie rządzącym Towarzystwem był Zarząd: prezes S. Kościałkowski, członkowie: Jakub Hoffman, Zygmunt Krzysztoporski, W. Sukiennicki i S. Zaremba, sekretarz Bronisław Minc, a skarbnikiem Melania Golaszewska. Uchwalony podczas październikowego zebrania statut przedłożono do zatwierdzenia Karolowi Baderowi pełniącemu funkcję przedstawicielowi rządu RP w Iranie. Zaproponowano również utworzenie Polsko–Irańskiego Uniwersytetu Ludowego (PIUL) oraz program wykładów kursu iranoznawczego. Z powodu braku pieniędzy Uniwersytet rozpoczął działalność odczytami późną jesienią 1942 roku w obozie cywilnym nr 3 organizując tam kurs dokształcający. Do kwietnia 1944 roku przeprowadzono około 90 wykładów w ramach kursów dla Polaków. Obejmowały one głównie zagadnienia związane z Iranem, a część z nich opublikowano w wydawanych „Studiach Irańskich”.  
Po ewakuacji ostatniego transportu uchodźców polskich z Iranu do Libanu, część członków Towarzystwa Studiów Irańskich kontynuowało działalność w ramach utworzonego Instytutu Studiów Bliskiego Wschodu w siedzibą w Bejrucie, które niebawem zmienił nazwę na Instytut Polski w Bejrucie. 